# La Crucifixion mexicaine
La Crucifixion mexicaine est un tableau réalisé par le peintre français Marc Chagall entre 1941 et 1943. Cette œuvre sur papier exécutée au pastel et à la gouache représente une mère serrant contre elle son enfant devant une crucifixion. Elle est conservée dans une collection privée,.